# Aptosimum marlothii
Aptosimum marlothii là một loài thực vật có hoa trong họ Huyền sâm. Loài này được (Engl.) Hiern mô tả khoa học đầu tiên năm 1904.